# Echt Wir – So lebt der Westen
Echt Wir – So lebt der Westen ist eine, bis dahin einmalige, Web-Dokumentation der Hier und heute Redaktion vom WDR, anlässlich des 70-jährigen Bestehens von Nordrhein-Westfalen, aus dem Jahr 2016.

## Handlung
20 Menschen aus Nordrhein-Westfalen, im Alter von 18 bis 88 Jahren, haben über Monate verschiedene Bereiche und Erlebnisse aus ihrem Leben für diese Dokumentation mit dem Smartphone gefilmt. So kamen insgesamt 7650 Videoclips mit einer Gesamtlänge von 217 Stunden zusammen. Daraus entstanden eine Fernseh-Dokumentation mit dem Titel „Echt Wir – So lebt der Westen“ mit einer Länge von 155 Minuten, ein Film von 30 Minuten Länge, der sich nur mit dem Thema Liebe befasst (Echt Wir – So liebt der Westen) sowie von jedem Protagonisten 10 bis 20 Einzelbeiträge erstellt wurden, die anschließend im Internet frei zur Verfügung standen.
Der 155-minütige Hauptfilm war in fünf Themenbereiche unterteilt:
1. Generation Familie – Kinder, Glück und Abenteuer
2. Endlich 18 – Erwachsen werden und in die Welt starten
3. Über 70 – für`s Altsein zu jung
4. Um die 30 – wie will ich leben
5. Mit 50 – noch einmal richtig durchstarten

Ausschnitte des Hauptfilmes wurden am NRW-Tag 2016, am 27. und 28. August, in Düsseldorf der Öffentlichkeit präsentiert.

## Ausstrahlung
Die Videotagebücher standen ab dem 22. August 2016 im Internet zur Verfügung. Der Film „Echt Wir – So liebt der Westen“, mit Ausschnitten rund um das Thema Liebe, wurde am 22. August 2016 erstmals im WDR-Fernsehen gesendet. Der Hauptfilm „Echt Wir – So lebt der Westen“ wurde am 26. August 2016 erstmals und am 1. Januar 2017 in der Wiederholung ausgestrahlt.

## Daten
| Echt Wir           | So lebt der Westen                                              |
| ------------------ | --------------------------------------------------------------- |
| Länge              | 155 Minuten                                                     |
| Sprache            | Deutsch                                                         |
| Autoren            | Anne Bielefeld Alexandra Hostert Cathrin Leohold Julia Schöning |
| Schnitt            | Julia Heimbach Julius Kreuz Silvia Peters                       |
| Produktionsleitung | Margot Schimmelpfennig                                          |
| On Air Design      | Romina Karsten Enrichetta Minuzzi Gunar Wadenbach               |
| Projektteam        | Brit Kaemmerer Benedikt Ahrens Simon Sturm                      |
| Redaktion          | Klaus Gerges Emanuela Penev                                     |